# 처녀자리 61
처녀자리 61은 처녀자리에 있는 황색 왜성으로 지구에서 27.8광년 떨어져 있다. 이 별은 여러모로 태양과 비슷하며, 채층 활동이 그리 활발하지 않다.
처녀자리 61은 적도 부분을 기준으로 29일에 1회 자전한다. 이 별의 우주 속도 요소는 U = –37.9, V = –35.3, W = –24.7 km/s이다. 이 별은 은하 중심을 이심률 0.15를 그리면서 돌고 있으며, 나이는 98억 년 정도로 우리 태양에 비해 매우 늙었다고 볼 수 있다.

## 행성계
이 별 주위에 목성형 행성 한 개가 있을 가능성이 제기되어 왔으나 별 근처를 도는 행성은 없는 것으로 알려져 왔다. 목성질량 20 ~ 80배에 이르는 동반 천체 또는 목성급의 행성이 처녀자리 61을 돌고 있다는 주장이 제기되었으나 입증에 실패했다. 그러나 처녀자리 61은 지구형 행성을 거느리고 있을 후보로 지목되어 왔으며, 생명체를 품고 있는 지구와 같은 행성도 존재할 가능성이 충분하리라 여겨져 왔다. 처녀자리 61은 모든 물리적 제원이 태양보다 근소하게 작기 때문에, 61을 도는 암석 행성이 지구와 비슷한 환경을 지니려면 궤도는 1천문단위보다 근소하게 작아야 하며 1년 또한 좀 더 짧아진다.
스피처 우주 망원경으로 처녀자리 61을 관측, 160 마이크로미터 파장에서 적외선 초과 복사 현상이 나타남을 발견했다. 이는 항성 주위에 먼지 원반이 존재함을 뜻한다. 원반을 70 마이크로미터 영역에서 분석한 결과 원반 안쪽 경계는 별에서 약 96 천문단위 떨어진 곳에 형성되어 있었다. 원반 바깥쪽은 별에서 195 천문단위까지 뻗어 있었고, 원반 물질의 총질량은 지구질량의 5 × 10−5배였다.
2009년 12월 14일 처녀자리 61 주위에 지구질량 5 ~ 25배에 이르는 외계 행성 3개가 존재함이 공식적으로 발표되었다. 세 행성 모두 금성보다 가까운 거리에서 항성을 돌고 있었다. 네 번째 행성이 있다는 가능성이 제기된 상태이며, 이를 입증하기 위해서는 추가 자료가 필요하다.
| 동반 천체 (가까운 천체순) | 질량 (ME)  | 공전주기 (일) | 공전궤도 반지름 (AU) | 이심률    |
| ------------------------- | ---------- | ------------- | -------------------- | --------- |
| b                         | ≥ 5.1±0.5  | 4.2150±0.0006 | 0.050201±0.000005    | 0.12±0.11 |
| c                         | ≥ 18.2±1.1 | 38.021±0.034  | 0.2175±0.0001        | 0.14±0.06 |
| d                         | ≥ 22.9±2.6 | 123.01±0.55   | 0.476±0.001          | 0.35±0.09 |

## 같이 보기
- HD 74156
- HD 37124 - 지구에서 108광년 떨어진 황소자리의 황색 왜성. 외계 행성 3개 발견.
- HD 10180 - 지구에서 127광년 떨어진 항성. 외계 행성 7개 발견.
- HD 9446 - 지구에서 172광년 떨어진 삼각형자리의 G형 주계열성. 2010년 1월 5일 외계 행성 2개 발견.
- HIP 5158 -지구에서 130광년 떨어진 고래자리의 K형 주계열성. 2009년 외계 행성 1개 발견.
- HR 8799 - 지구에서 129광년 떨어진 페가수스자리의 항성. 2008년 11월 13일 외계 행성 3개 발견.
- HD 147018 - 지구에서 139광년 떨어진 남쪽삼각형자리의 G형 주계열성. 2009년 8월 외계 행성 3개 발견.
- HD 172555 - 지구에서 95광년 떨어진 공작자리의 항성.
- 가까운 밝은 별
- 유사 태양